# Тауширование

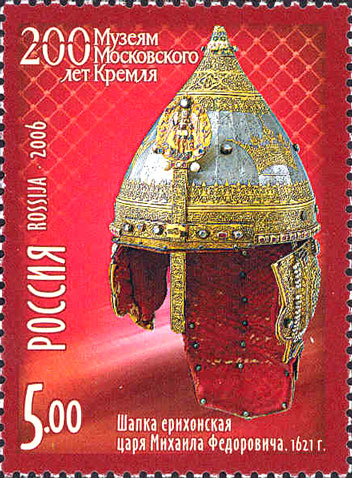
Шапка ерихонская Михаила Фёдоровича (1621 год) на марке России 2006 года. Мастер Н. Фёдоров. Сталь, золото, драгоценные камни, жемчуг, чеканка, резьба и насечка

Тауширование, насечка — инкрустация одного металла другим, более мягким и имеющим меньшую температуру плавления.
Тауширование представляет собой своеобразный, очень древний приём украшения драгоценными металлами бронзовых и стальных изделий. Технология применялась для декорирования художественных изделий, предметов бытового назначения, вооружения и боевого снаряжения: мечей, кинжалов, щитов, шлемов, наручней, а позднее и огнестрельного оружия. Сущность процесса заключается в том, что наружную поверхность изделия специальным образом насекают (отсюда и название) и набивают проволокой (полосами, расплавом) цветного или драгоценного металла в виде узора или рисунка. В одних случаях это тончайший орнамент из завитков и стилизованных растений, в других — изображения животных, птиц или человека. Иногда методом насечки осуществляют надписи на металле, орнаментированные в той или иной манере.
Исторически насечка происходит от древнегреческой хризографии — инкрустации бронзовых изделий золотом и серебром. Наиболее древние образцы хризографии относятся ещё к древнеегипетской и крито-микенской культуре.
С IX—XII вв. техника золотой насечки распространяется на железные и стальные предметы, и достигает расцвета к XVII в., что подтверждают замечательные памятники древнего вооружения, хранящиеся в Государственной Оружейной палате Московского Кремля.

## Технология

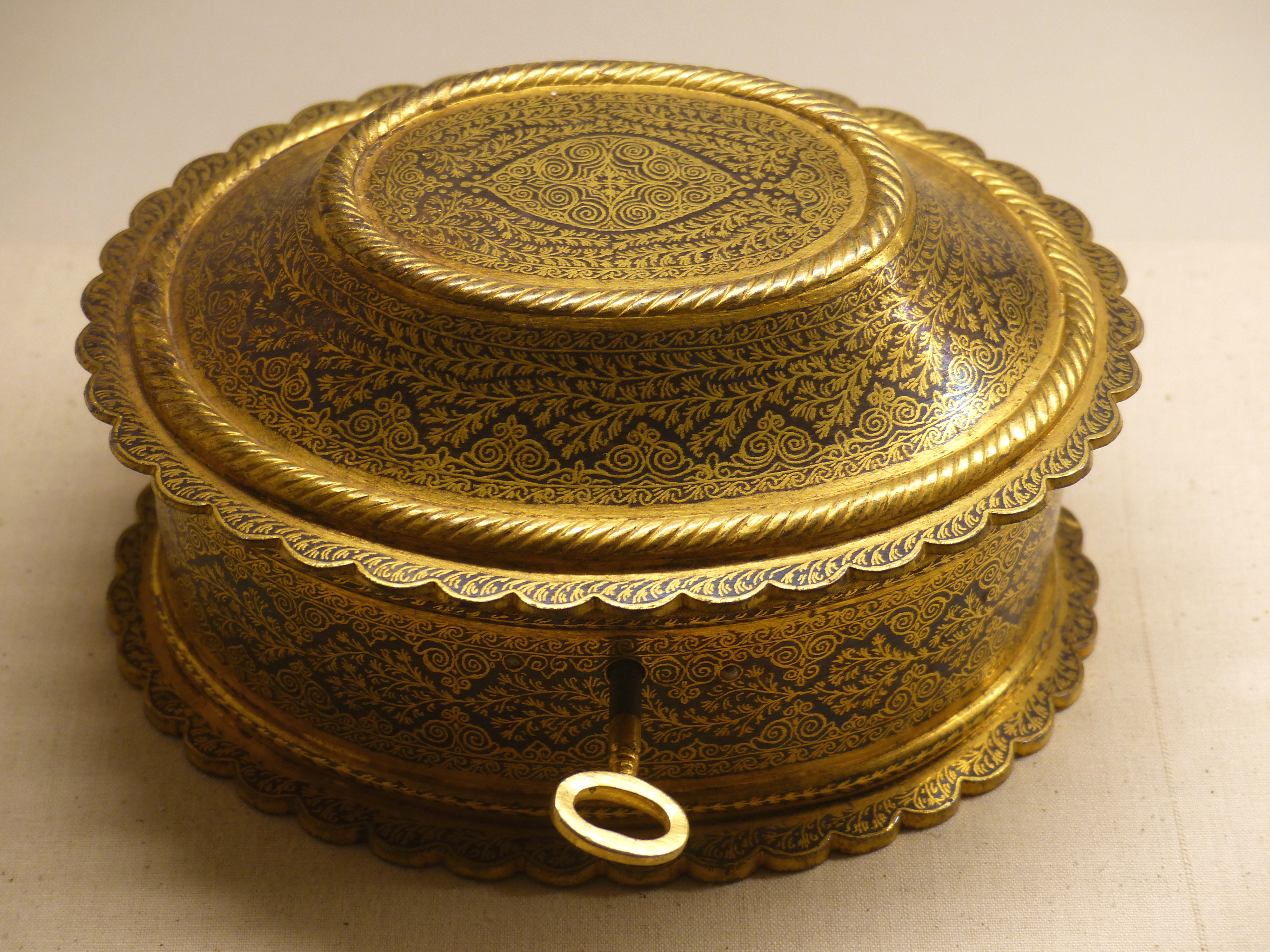
Коробочка для хранения листьев бетеля выполнена в индийской технике кофтгари. Джодхпур, Раджастан, XIX век. Музей Мехрангарха

При насечке на поверхности основного металла делают углубления, которые сформированы так, чтобы можно было вложить и вковать в них более мягкий металл. Художественный эффект насечки заключается в различии цвета основного и вкованного металла. Они образуют на готовом изделии единую поверхность, и создается впечатление, будто орнамент из цветного металла нарисован на основном металле.
К материалу, применяемому для насечки, предъявляют следующие требования:
- вкладка и основа должны иметь различные, желательно контрастные, цвета;
- вкладка должна быть мягче, чем основа.

Наиболее удачные результаты получаются, когда серебро или золото таушируют в сталь. Кроме того, для насечки по стали в качестве вкладки можно применять медь, латунь, мельхиор и алюминий. Допустимо также использовать бронзу или латунь как основу, которые могут быть украшены серебром или медью.
Сначала орнамент рисуют на бумаге в натуральную величину, после чего переносят на поверхность основного металла. Для гарантированной устойчивости и качественной фиксации вкладка должна расширяться книзу, то есть в сечении иметь форму трапеции. Такой же формы должно быть и углубление в основном металле.
Углубления создаются при помощи различных технических приёмов.
- Гравирование углублений штихелями. Заостренным с одной стороны штихелем, который держат слегка наклонно, наносят соответственно рисунку углубления. После того как углубление вырезано со скосом одной стороны, аналогично подрезают другую сторону. Таким образом, углубление имеет в сечении форму ласточкиного хвоста.
- Гравирование углубления химическим и электрохимическим методом. Сначала поверхность основного металла гравируют путём стандартного химического или электрохимического травления, после чего штихелем подрезают боковые стенки так, чтобы канавки имели трапециевидное сечение, — и изделие готово для инкрустации другим металлом.
- Рубка углубления зубилом. Для работы зубило должно быть остро отточено; его держат между большим и двумя первыми пальцами и перемещают так, чтобы при ударе оно уходило рабочим концом вперед. Возникающие при этом стружки удаляют. Зубило должно производить углубление равномерно, на одну и ту же глубину. Полученная выемка должна иметь квадратное сечение, а края благодаря ударам — приобретать небольшую выпуклость. Эта выпуклость и удерживает вкладку. Для этого шероховатым чеканом проводят по краю вертикальных стенок так, чтобы прижать материал и этим повысить удерживаемость вкладки.

После этого укрепляют вкладку. Для инкрустации необходима круглая проволока, которая по толщине соответствует ширине углубления и слегка выдается над его краями. У вытравленных или выгравированных механически желобков, которые расширяются книзу, конец проволоки закрепляют на конце углубления. Его крепят легким ударом молотка, затем укладывают проволоку на следующем участке и вновь ударяют молотком. Так, отрезок за отрезком укладывают проволоку, пока рисунок не заполнится по всей длине. Мягкий вставной металл в результате ударов молотка полностью входит в углубление и заполняет трапециевидный паз без зазора. После вкладки проволоки рисунок еще раз уплотняют молотком, особенно по краям, чтобы сгладить возможные неровности и гарантировать прочное закрепление.
Если углубления сделаны зубилом, поступают следующим образом: после того как проволока на небольшом участке уложена в канавку, проходят шероховатым чеканом по основному металлу с обеих сторон рядом с вложенной проволокой. Благодаря этому выступы, располагающиеся по краям углубления, прижимаются к вкладке с обеих сторон. Затем чеканом еще раз обрабатывают основной металл вокруг вкладки и окончательно прижимают вложенную проволоку.
После полного заполнения рисунка вкладкой поверхность изделия шлифуют и полируют. Если в качестве основы используют сталь, то её тонируют в сине-серый цвет. Иногда насечку на изделии дополнительно рассекают туповатым зубилом. Эта операция придает изделию своеобразный вид.
Кроме насечки золотом, серебром и драгоценными сплавами широко применяют и обычные цветные металлы и их сплавы. В частности, весьма оригинально смотрится насечка алюминием по стали. Алюминиевая проволока хорошо держится в углублении, легко полируется и образует красивый светлый рисунок на темном стальном фоне, несколько напоминающий насечку серебром.